# Jeanne Marais
Jeanne Marais, est le pseudonyme de Lucienne Marfaing, née le 12 février 1888 à Paris 5e et morte le 25 mai 1919  à Paris 7e,, romancière française.

## Biographie
Jeanne Marais est issue d'un milieu bourgeois. Née à Paris, elle passe sa jeunesse sur la Côte d'Azur, à Nice, où elle se mêle aux artistes et gens de lettres. Elle révèle très tôt le désir de mener une carrière littéraire. Vers ses 16 ans, elle publie des vers et des contes dans les journaux niçois sous le pseudonyme de Ludine. 
Sa famille est de retour à Paris à partir de 1910, où elle prend le pseudonyme de Jeanne Marais - d'après le nom de la Rue des Marais où elle résidait alors avec ses parents. Son premier roman publié en 1911, La Carrière amoureuse, est remarqué par la critique : Gaston de Pawlowski écrit qu'il s'agit d'un « livre gentiment cynique ». À la mort de son père en 1912 d'une crise d'urémie, elle est sans ressources et doit vivre de sa plume pour subvenir à ses besoins et ceux de sa mère avec qui elle vit . Elle travaille en tant que lectrice pour Adolphe Brisson aux Annales politiques et littéraires, où elle publie des nouvelles, ainsi qu'au Petit Journal.

Sa mère meurt le 13 octobre 1917, ce qui entraîne chez Jeanne Marais une grave dépression. Seule, n'ayant pas obtenu les succès escomptés, elle se suicide au gaz par asphyxie le 20 mai 1919 dans son appartement situé rue Lalo. Elle est trouvée agonisante, est transportée à l'hopital où elle décède quelques jours plus tard, le 25 mai 1919. Elle est enterrée au cimetière des Batignolles. 
Mlle Jeanne Marais a disparu en pleine jeunesse, dans l’éclat de sa beauté, au milieu d’une carrière brillante et qui semblait lui promettre de grandes satisfactions. Un talent chaque jour plus ferme et plus souple, une imagination riche en trouvailles, une frémissante sensibilité : voilà ce qui, le 20 mai 1919, fut anéanti. Les amis de Mlle Marais garderont d’elle un souvenir impérissable. Ils admiraient l’écrivain ; ils pleurent la femme douée de vertus viriles, en même temps qu’ornée de toutes les grâces, loyale, vaillante et tendre… (Adolphe Brisson, préface à Le Mariage de l'adolescent)

## Écriture
Ses romans sont d'inspiration autobiographique, mêlés de romanesque, audacieux par leur contenu libertin pour l'époque. Son cousin André Lang, dans son autobiographie Bagage à la consigne publiée en 1960, écrit qu’elle a été influencée très tôt par Jean Lorrain, que fréquente sa famille. En particulier, La Maison Pascal rappelle par son titre La Maison Philibert, de Jean Lorrain, publié en 1904. La critique moraliste lui reproche d'être une écrivaine grivoise, écrivant que ses romans "… sont des gravelures. Le Huitième péché est plus propre que les précédents, c’est peu dire, car c’est encore assez vilain. Peau de Chamois est le pire : il est absolument sensuel." Elle envoya le manuscrit de La Virginité de Mademoiselle Thulette à Henry Gauthier-Villars (dit Willy), qui le remania légèrement avant de le faire publier sous leurs deux noms.
« Ma collaboratrice — que je n’ai jamais vue — est charmante, écrit à ce propos M. Willy, dans une lettre importante pour les biographes futurs. Elle m’a envoyé son manuscrit, je l’ai tripatouillé et bergsonifié de mon mieux — et c’est bien, je crois, le premier des humains avec lequel je travaille et qui dise du bien de mon apport. L'Eveil, 4 novembre 1918 
Elle entretient jusqu'à la fin de sa vie une correspondance avec son cousin André Lang, dont des extraits ont été publiés par Adolphe Buisson dans sa préface à Le Mariage de l'adolescent publié en 1920 à titre posthume.

## Œuvres
- La Carrière amoureuse, roman, 1911, lire sur Wikisource
- Nicole, courtisane, 1912, lire sur Wikisource
- L’Heure galante, théâtre, 1912
- L’Invitation à jeûner, 1912, lire sur Wikisource
- La Maison Pascal, roman fantaisiste, 1913, lire sur Wikisource
- Les Trois nuits de Don Juan, roman parisien, 1913, lire sur Wikisource
- Le Huitième péché, 1914, lire sur Wikisource
- Amitié allemande, roman, 1914 (ré-édité sous L’Aventure de Jacqueline, 1919), lire sur Wikisource
- La Vengeance de César, 1914
- Pour le bon motif, roman, 1917, lire sur Wikisource
- Pour la bagatelle, 1918, lire sur Wikisource
- Les Bottes de l'ogre, 1918

- La Virginité de Mademoiselle Thulette, avec Willy, 1918, lire sur Wikisource
- La Nièce de l’oncle Sam, roman franco-américain, 1919, lire sur Wikisource
- Le Reflet sur la vitre, 1919, lire sur Wikisource
- L’œuf rouge, 1919
- La Suisse assise, 1919

- Trio d’amour, roman, 1919, lire sur Wikisource
- Le Mariage de l’adolescent, roman, 1920, lire sur Wikisource